# Tillandsia 'Tina Parr'
Tillandsia 'Tina Parr' es un  cultivar híbrido del género Tillandsia perteneciente a la familia  Bromeliaceae.
Es un híbrido creado  con la especie Tillandsia seleriana × Tillandsia ionantha.